# ナベンバ山
ナベンバ山（ナベンバさん、フランス語: Mont Nabemba）はコンゴ共和国の最高峰である。サンガ県に位置しており山の標高は1,020 mである。
ブラザヴィルにあるナベンバ・タワーはこの山の名に因んで命名された。

## 鉱業
山の近くには鉄鉱石の鉱床が存在する。サンダンス・リソーシズ社は山を採掘するための準備として試掘している。